# مكتبة بلدية الجزيرة الخضراء
مكتبة بلدية الجزيرة الخضراء (بالإسبانية: biblioteca Municipality de Algeciras)‏ هي مكتبة عامة في الجزيرة الخضراء بإسبانيا. يقعُ المقرّ الرئيسي لهذه المكتبة في مكتبة كريستوبال ديلجادو (بالإسبانية: Biblioteca Cristóbal Delgado)‏ وتحديدًا في شارع سلفادور الليندي. لهذه المكتبة التراثيّة فرعين: أحدهما في حي سالاديلو والآخر في حي لا جرانكا. بالإضافة إلى مجموعة الكتب والمواد المرجعية، تقدم المؤسسة مجموعة متنوعة من الأنشطة الثقافية مثل نادي الكتاب. تُدير هذه المكتبة البلدية، وقد تأسَّست في عام 1925 من قبل المؤرخ المحلي مانويل بيريز بيتينتو واي كوستا.

## التاريخ
أُنشأت أول مكتبة عامة في المدينة في الطابق الأرضي من مبنى البلدية بمبادرة من مؤرخ المدينة، مانويل بيريز بيتينتو وكوستا وذلك في 12 أغسطس 1925. خلال الأربعينيات من القرن الماضي، انتقلت خدمة البريد إلى المبنى، مما تسبب في انتقال المكتبة إلى قاعة معرض المقاطعة في الجزيرة الخضراء. في عام 1959، أجبرت أعمال التجديد في أرض المعارض والتحضر في شارع فرانسيسكو فرانكو المكتبة على الانتقال إلى المقر الرئيسي لجمعية تعزيز مبنى الجزيرة الخضراء في نفس الشارع.
بعد وفاة خوان بيريز أرييت (توفي عام 1961)، المؤرخ المحلي، أصبحت المكتبة تحت إدارة مؤرخ المدينة، كريستوبال ديلجادو جوميز، ونُقلت المكتبة في العام التالي إلى مبنى جديد في شارع سلفادور الليندي. تم إعادة تشكيل المبنى وتوسيعه خلال منتصف التسعينيات، مما أدى إلى مضاعفة مناطق الدراسة، وتوسيع السعة بما يقرب من 10000 مجلد، وإضافة قاعة جديدة. بمبادرة من العمدة آنذاك باتريسيو غونزاليس غوميز، تمت إعادة تسمية المبنى في 25 أبريل 1995، باسم مكتبة كريستوفر ديلجادو.
في عام 2010، تقدم مجلس المدينة بمشروع لبناء مكتبة جديدة على أرض الثكنات السابقة بجوار مدرسة الفنون والحرف في الجزيرة الخضراء (بالإسبانية: Escuela de Artes y Oficios de Algeciras)‏، حيث مُنح شرف تصميمه للمهندس المعماري البلدي بيدرو مارتينيز بيريز بلانكو. بالإضافة إلى المكتبة، سيضمُّ المبنى الجديد ملفات كاتب العدل وأرشيف البلدية التاريخي.

## روابط خارجية
- الموقع الرسمي